# Lindenberg im Allgäu
Lindenberg im Allgäu, Lindenberg i. Allgäu – miasto w południowych Niemczech, w kraju związkowym Bawaria, w rejencji Szwabia, w regionie Allgäu, w powiecie Lindau (Bodensee). Drugie co do wielkości miasto w powiecie, leży w Allgäu (Westallgäu), około 15 km na północny wschód od Lindau (Bodensee), na trasie Niemieckiej Drogi Alpejskiej Deutsche Alpenstraße.

## Historia
Pierwsze wzmianki o mieście pochodzą z XI w. W 857 klasztorowi św. Gawła zostały podarowane przez Patacha i Sigiberta dwa dobra szlacheckie w „Lintiberc”. O kościele farnym Lindenberg wspomina po raz pierwszy w 1257 księga podatkowa diecezji Konstancja.
Lindenberg im Allgäu było częścią austriackiego państwa Bregencja-Hohenegg. Od czasu zawarcia traktatu pokojowego z Brna i Bratysławy w 1805 miejscowość należy do Bawarii.
Już w 1656 można było kupować na targach i w domach handlowych słomiane kapelusze z Lindenberg. Zorganizowaną produkcję i dystrybucję kapeluszy zapoczątkowano w 1755. Przemysł ten stracił na znaczeniu przez dziesięciolecie i dziś nie ma dużego znaczenia.
Obok tradycyjnych wytwórni sera w mieście działa przemysł samochodowy i lotniczy. Znajduje się tu też jedno z największych laboratoriów fotograficznych.

## Zabytki
- Kościół pw. św. Piotra i Pawła (St. Peter und Pau)
- najstarszy drewniany dom w powiecie wybudowany w 1590
- Kościół pw. św. Aureliusza (St. Aurelius)
- Muzeum kapeluszy (Hutmuseum)
- Jezioro Waldsee

## Polityka
Rada miasta:
|      | CSU | SPD | FW | Zieloni | Razem |
| 2008 | 9   | 6   | 7  | 2       | 24    |
| 2002 | 9   | 7   | 7  | 1       | 24    |

## Współpraca
Miejscowości partnerskie:
- Saline, Stany Zjednoczone od 2003
- Vallauris, Francja od 1999

## Infrastruktura
Przez miasto przebiega droga krajowa B308, przy niej znajduje się jedna z fabryk firmy Liebherr. Produkuje się tu części lotnicze, które trafiają głównie do Airbusa.

## Osoby urodzone w Lindenberg im Allgäu
- Otto Gessler (1875-1955) – polityk, prezydent Niemieckiego Czerwonego Krzyża
- Markus Miller (ur. 1982) – piłkarz
- Johann Georg Specht (1720-1803) – architekt
- Tobias Steinhauser (ur. 1972) – kolarz